# ورزشگاه لویو آرنا
ورزشگاه لویو آرنا (به انگلیسی: Arena Lviv) ورزشگاهی است که در شهر لویو در کشور اوکراین قرار دارد. بخشی از مسابقات جام ملت‌های اروپا ۲۰۱۲ در این ورزشگاه برگزار شده است.
این ورزشگاه در ۲۰ نوامبر ۲۰۰۸ شروع به ساخت شده و در ۲۹ اکتبر ۲۰۱۱ افتتاح شده‌است.
همچنین این ورزشگاه از ۱۰ دسامبر ۲۰۱۱ بازی‌های خانگی باشگاه فوتبال کارپاتی لووف در این ورزشگاه انجام می‌شود.